# Pasienky na Dubovej samote
Pasienky na Dubovej samote este o arie protejată (arie specială de conservare — SAC, sit de importanță comunitară — SCI) din Slovacia întinsă pe o suprafață de 59,57 ha, integral pe uscat.

## Localizare
Centrul sitului Pasienky na Dubovej samote este situat la coordonatele 48°27′47″N 20°13′30″E / 48.463166°N 20.224918°E.

## Înființare
Situl Pasienky na Dubovej samote a fost declarat sit de importanță comunitară în decembrie 2021.

## Biodiversitate
Situată în ecoregiunea panonică, aria protejată conține 2 habitate naturale: Pajiști uscate seminaturale și facies de acoperire cu tufișuri pe substraturi calcaroase (Festuco-Brometalia) (* situri importante pentru orhidee), Fânețe de joasă altitudine (Alopecurus pratensis, Sanguisorba officinalis).
La baza desemnării sitului se află o specie protejată de  plante: sisinei (Pulsatilla grandis).